# Tetrao urogallus urogallus
Tetrao urogallus urogallus es una subespecie del Tetrao urogallus, especie de la familia Tetraonidae en el orden de los Galliformes. 

## Distribución geográfica
Se encuentra en Escandinavia y Escocia.